# Katholische Bischofskonferenz von Indien
Die Katholische Bischofskonferenz von Indien (englisch: Catholic Bishops’ Conference of India; CBCI), auch Indische Bischofskonferenz, ist die ständige Vereinigung der römisch-katholischen Bischöfe Indiens. Sie wurde im September 1944 in Chennai (vormals Madras) gegründet. Das CBCI-Sekretariat befand sich bis 1962 in Bangalore und wurde anschließend nach Neu Delhi verlegt. Die CBCI ist Mitglied der Federation of Asian Bishops’ Conferences.

## Status und Verhältnis zu den Bischofskonferenzen der drei Riten
Die CBCI ist technisch gesehen keine Bischofskonferenz im Sinne von Kanon 447 des Codex des kanonischen Rechts von 1983; diese Funktion erfüllt die Konferenz katholischer Bischöfe von Indien (CCBI). Vielmehr entspricht die CBCI eher einer „Versammlung von Bischöfen“ gemäß Kanon 322 §2 des Codex Canonum Ecclesiarum Orientalium.
Papst Johannes Paul II. wies 1987 die drei sui iuris-Kirchen (Lateinische, Syro-Malabarische und Syro-Malankarische Kirche) an, eigene Bischofskonferenzen zu errichten. Die Statuten der CBCI wurden am 21. April 1976 vom Heiligen Stuhl genehmigt und im Jahr 1996 überarbeitet.

## Mitglieder
Ordentliche Mitglieder sind alle Diözesan- und Eparchialbischöfe Indiens sowie Koadjutor- und Weihbischöfe, einschließlich weiterer Titularbischöfe mit besonderem Auftrag. Emeritierte Bischöfe können Ehrenmitglieder sein.

## Ziele
Die CBCI hat sich zur Aufgabe gemacht, Fragen von gemeinsamem Interesse zu erörtern, nationale kirchliche Aktivitäten zu koordinieren und die Einheit unter den drei Riten zu fördern. Sie vertritt die Kirche in öffentlichen Angelegenheiten und fördert den Dialog mit anderen Kirchen, Religionen und der Zivilgesellschaft.

## Nationale Einrichtungen
- Caritas India
- St. John’s National Academy of Health Sciences
- National Biblical, Catechetical and Liturgical Centre (NBCLC)
- National Vocation Service Centre (NVSC)
- National Institute of Social Communications, Research and Training (NISCORT)
- CBCI Society for Medical Education, North India